# Йоахім фон Кронгельм
Йоахім фон Кронгельм (нім. Joachim von Kronhelm; 23 жовтня 1896, Бріг, Німецька імперія — 3 червня 1971, Укселесунд, Швеція) — німецький офіцер, оберст вермахту. Кавалер Німецького хреста в золоті.

## Біографія
Син генерал-майора у відставці Курта фон Кронгельма і його дружини Клари, уродженої Шварц. 4 серпня 1914 року вступив в Прусську армію. Учасник Першої світової війни. 31 березня 1920 року демобілізований. 1 вересня 1934 року повернувся в армію. З 10 листопада 1938 року — командир 2-го дивізіону 45-го, з 4 лютого 1941 року — 3-го дивізіону 78-го артилерійського (з 23 березня 1942 року — танково-артилерійського) полку. З 26 січня по 15 лютого 1943 року виконував обов'язки командира 27-ї танкової дивізії. З 27 лютого 1943 року — командир 127-го, з 26 червня 1943 по 30 червня 1944 року — 91-го танково-артилерійського полку, з 25 липня 1944 року — 116-го моторизованого артилерійського запасного і навчального полку.

## Сім'я
9 жовтня 1926 року одружився з Елеонорою Шмельцер. В пари народились 3 сини і дочка.

## Звання
- Фанен-юнкер (4 серпня 1914)
- Фенріх (24 грудня 1914)
- Лейтенант (14 січня 1915)
- Гауптман (1 вересня 1934)
- Майор (1 серпня 1938)
- Оберстлейтенант (1 серпня 1941)
- Оберст (1 лютого 1943)

## Нагороди
- Залізний хрест
  - 2-го класу (5 травня 1915)
  - 1-го класу (5 жовтня 1915)
- Нагрудний знак «За поранення» в чорному (7 жовтня 1918)
- Почесний хрест ветерана війни з мечами (15 січня 1935)
- Медаль «За вислугу років у Вермахті» 4-го класу (4 роки)
- Застібка до Залізного хреста
  - 2-го класу (23 травня 1940)
  - 1-го класу (3 червня 1940)
- Нагрудний знак «За участь у загальних штурмових атаках» (17 грудня 1940)
- Німецький хрест в золоті (16 лютого 1942)
- Медаль «За зимову кампанію на Сході 1941/42» (1 серпня 1942)